# Gausfred III de Roussillon

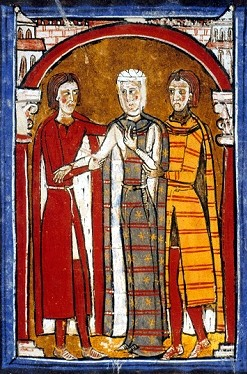
Liber feudorum Ceritaniae: fiançailles de Gausfred III de Roussillon avec Ermengarde

Gausfred III, né vers 1103 et mort en 1164, a été comte du Roussillon de 1113 jusqu'à sa mort. Il était le fils et le successeur de Girard Ier, qui a été assassiné, alors que Gausfred était encore un enfant. Arnold Gausfred, le jeune oncle du comte, a tenu le rôle de régent jusqu'en 1121.

## Biographie
Gausfred a entretenu des querelles avec les Trencavel, les vicomtes de Béziers. D'autre part, il a conservé des relations d'amitié initiées par son grand-père Guislabert II avec les comtes d'Empúries. Un traité reconnaissant leurs droits mutuels sur les deux comtés a été en vigueur entre 1121 et 1155.
Gausfred était le suzerain du troubadour Berenguier de Palazol, qui l'a célébré dans différents chants tels que Jaufres. 
Gausfred a épousé Ermengarde, fille du Vicomte Bernard Aton IV. Girard II leur fils lui a succédé.

### Sources et bibliographie
- (ca) Armand de Fluvià (préf. Josep M. Salrach), Els primitius comtats i vescomptats de Catalunya : Cronologia de comtes i vescomtes, Barcelone, Enciclopèdia catalana, coll. « Biblioteca universitària » (no 11), avril 1989, 238 p. (ISBN 84-7739-076-2), p. 115